# Lansdale Sasscer

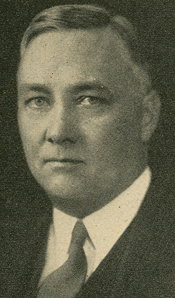
Lansdale Sasscer

Lansdale Ghiselin Sasscer (* 30. September 1893 in Upper Marlboro, Prince George’s County, Maryland; † 5. November 1964 ebenda) war ein US-amerikanischer Politiker. Zwischen 1939 und 1953 vertrat er den Bundesstaat Maryland im US-Repräsentantenhaus.

## Werdegang
Lansdale Sasscer besuchte die öffentlichen Schulen seiner Heimat, die Central High School in Washington, D.C. und die Tome School in Port Deposit. Nach einem anschließenden Jurastudium an der Dickinson Law School in Carlisle (Pennsylvania) und seiner 1914 erfolgten Zulassung als Rechtsanwalt begann er in Upper Marlboro in diesem Beruf zu arbeiten. Während des Ersten Weltkrieges war er zwischen 1917 und 1919 als Oberleutnant bei der Artillerie eingesetzt. Danach praktizierte er wieder als Anwalt. Gleichzeitig schlug er als Mitglied der Demokratischen Partei eine politische Laufbahn ein. Zwischen 1922 und 1938 saß Sasscer im Senat von Maryland. In den Jahren 1935 und 1937 war er dessen Präsident; 1924 und 1936 nahm er als Delegierter an den jeweiligen Democratic National Conventions teil. Im Jahr 1939 war er Vizepräsident einer Kommission zur Reform des Regierungssystems von Maryland.
Nach dem Tod des Abgeordneten Stephen Warfield Gambrill wurde Sasscer bei der fälligen Nachwahl für den fünften Sitz von Maryland als dessen Nachfolger in das US-Repräsentantenhaus in Washington gewählt, wo er am 3. Februar 1939 sein neues Mandat antrat. Nach sechs Wiederwahlen konnte er bis zum 3. Januar 1953 im Kongress verbleiben. Bis 1941 wurden dort noch weitere New-Deal-Gesetze verabschiedet. Seit 1941 war auch die Arbeit des Kongresses von den Ereignissen des Zweiten Weltkrieges und dessen Folgen geprägt.
Im Jahr 1952 verzichtete Sasscer auf eine weitere Kandidatur. Stattdessen strebte er erfolglos die Nominierung seiner Partei für die Wahlen zum US-Senat an. Nach dem Ende seiner Zeit im US-Repräsentantenhaus war er wieder als Rechtsanwalt tätig. Er starb am 5. November 1964 in seinem Heimatort Upper Marlboro.